# Голяткин, Сергей Алексеевич
Серге́й Алексе́евич Голя́ткин (род. 4 мая 1988, Луховицы, Московская область, СССР) — российский футболист, защитник.

## Карьера
Воспитанник ДЮСШ ЦСКА. В 2007 году дебютировал в Премьер-лиге в составе «Рубина» в матче против «Томи» (0:2). В 2008 году был арендован подольским «Витязем». В январе 2010 года подписал контракт с «Томью», в составе которой провёл по одному матчу в чемпионате против ЦСКА (1:0) и Кубке против «Алании» (0:1). Летом того же года на правах аренды перешёл в «Черноморец». В 2010 году был арендован «СКА-Энергией». В 2011 году был выкуплен хабаровским клубом. 12 октября 2012 года в составе варшавской «Полонии» провёл единственный матч в чемпионате Польши против щецинской «Погони» (2:0). В 2013—2015 годах защищал цвета «Тюмени». В июле 2015 года пополнил ряды «Нефтехимика». В марте 2016 года подписал контракт с «Гранитом», в составе которого дебютировал в чемпионате Белоруссии 7 мая в матче против солигорского «Шахтёра» (1:1). Завершил карьеру в «Слуцке».

## Достижения
- Победитель зоны «Урал-Поволжье» Второго дивизиона: 2013/14